# Agnieszka Sadowska
Agnieszka Sadowska (ur. 1962 w Ełku) – polska fotografka i fotoreporterka. Dokumentuje wydarzenia społeczno-kulturalne w regionie podlaskim. 

## Życiorys
Absolwentka dwuletniego kursu dla instruktorów fotografii II stopnia na Uniwersytecie Ludowym w Radawnicy (1984) oraz Wyższego Studium Fotografii w Warszawie (1989). Współtworzyła zespół fotograficzny Państwowego Przedsiębiorstwa Pracownie Konserwacji Zabytków. Następnie pracowała jako fotoreporterka i fotoedytorka w tygodniku „Plus" oraz od 1992 w „Gazecie Wyborczej" w Białymstoku, z którą jest związana do tej pory. 
W 1985 została wyróżniona pierwszą nagrodą na IV Biennale Fotografii Artystycznej „Dziecko" przez jury, któremu przewodniczyła Zofia Rydet. Do lat 90. brała udział w wystawach poplenerowych Białostockiego Towarzystwa Fotograficznego. W 2002 jej zdjęcia pojawiły się w albumie Fotografie Gazety Wyborczej, zaś w 2021 zaprezentowano je na wystawie zbiorowej Jedyne. Nieopowiedziane historie polskich fotografek w Domu Spotkań z Historią, a sama Sadowska została jedną z bohaterek książki o tym samym tytule autorstwa Moniki Szewczyk-Wittek.  